# Ryssänsaari
Ryssänsaari [ˈrysːænsɑːri] (schwedisch Ryssholmen) ist eine kleine bewohnte finnische Insel in der Ostsee zwischen der Hauptstadt Helsinki und der Inselgruppe Suomenlinna. Auf der Insel befinden sich ein Holzhaus als Wohnhaus, ein kleineres Holzgebäude, ein Schuppen sowie Steganlagen. Die Insel wird über ein Seekabel mit Elektrizität versorgt, auf ihr ist ein Fahnenmast für die „Blaukreuzflagge“ errichtet, der Flagge Finnlands die an Flaggentagen gehisst wird.
Ryssänsaari ist etwa 135 Meter lang (in Südost-Nordwest-Ausdehnung) und 65 Meter breit. Die Insel war früher von Fischern bewohnt, das Haus wurde Ende des 19. Jahrhunderts gebaut.

## Etymologie
Der Name Ryssänsaari geht wahrscheinlich auf das alte finnische Wort ryssä zurück, was so viel wie „Russe“ bedeutet, heute aber ein Schimpfwort ist. Die heutige neutrale Bezeichnung für „Russe“ ist venäläinen. Zur Zeit der Namensgebung und Besiedlung durch die Fischer war das Land jedoch als Großfürstentum Finnland Teil des Russischen Reiches, und die Wortbedeutung entsprach noch nicht der heutigen. Als Übersetzung ins Deutsche wäre am ehesten Russeninsel passend, „Saari“ ist das finnische Wort für Insel.

## Lage

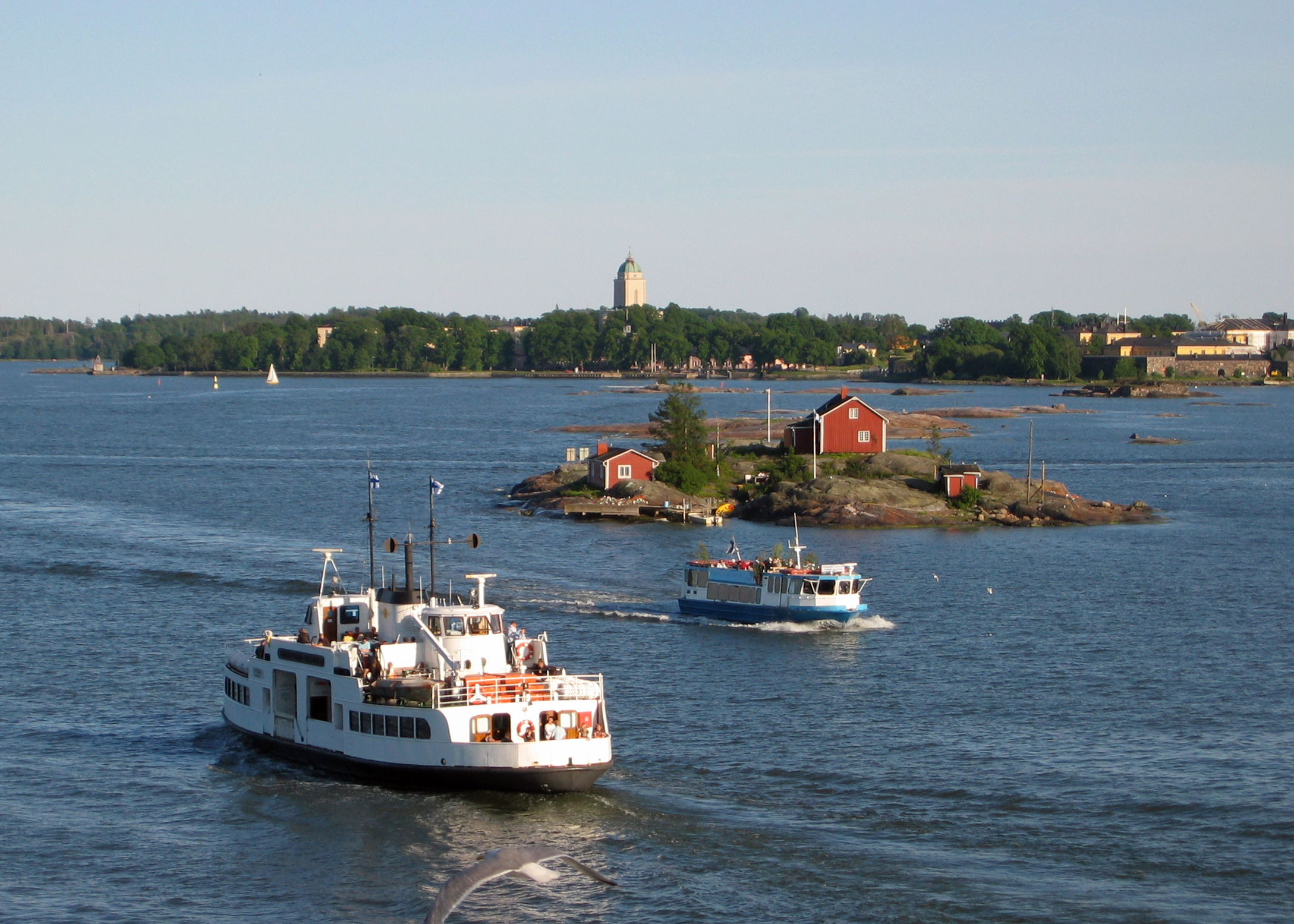
Fähre der HKL und Touristenfähre vor Ryssänsaari, im Hintergrund Suomenlinna

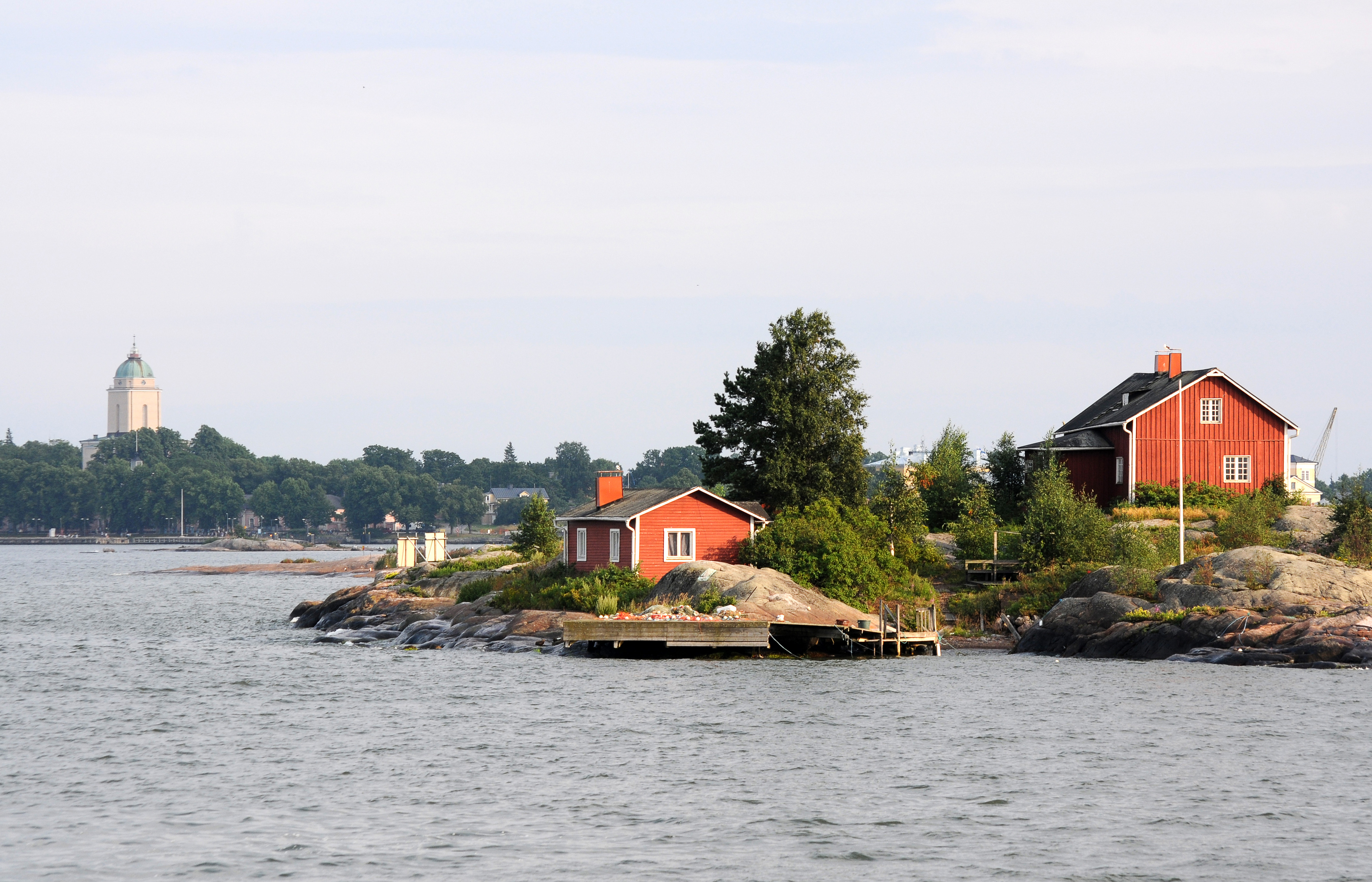
Detailaufnahme

In einer Entfernung von jeweils einigen hundert Metern ist Ryssänsaari von anderen Inseln umgeben: Valkosaari im Nordwesten, Katajanokanluoto im Osten, Puolimatkansaari im Südosten und Luoto im Westen. Das nächstgelegene Festland ist die Halbinsel Katajanokka, gleichzeitig ein Stadtteil von Helsinki, 400 Meter nördlich gelegen.
Die städtischen Fähren des Verkehrsbetriebs der Stadt Helsinki transportieren jährlich circa 1,6 Millionen Fahrgäste nach Suomenlinna, darunter zahlreiche Touristen. Diese Fähren fahren unmittelbar an Ryssänsaari vorbei, was die Insel zu einem beliebten Fotoobjekt macht. Auch die großen Fähren nach Tallinn, Schweden und Russland, die im Südhafen (Eteläsatama) festmachen, passieren die Insel.

## Flora und Fauna
Ryssänsaari als typische Schäreninsel besteht aus Felsgestein. Die Insel ist nur spärlich bewachsen, neben wenigen Bäumen sind nur niedrige Sträucher, Gras und Moose anzutreffen.